# 031 PLM 3001 à 3140

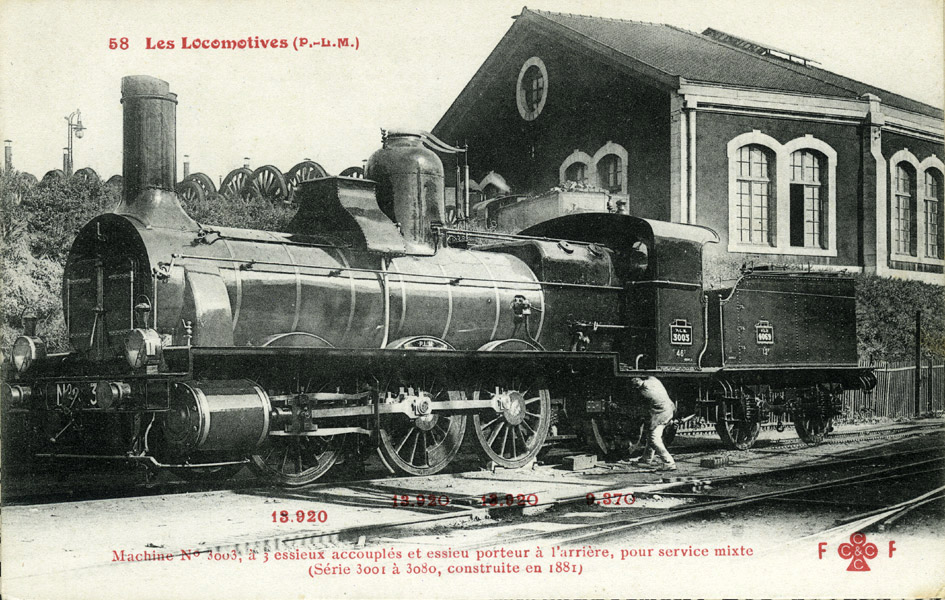
Locomotive 031 no 3003

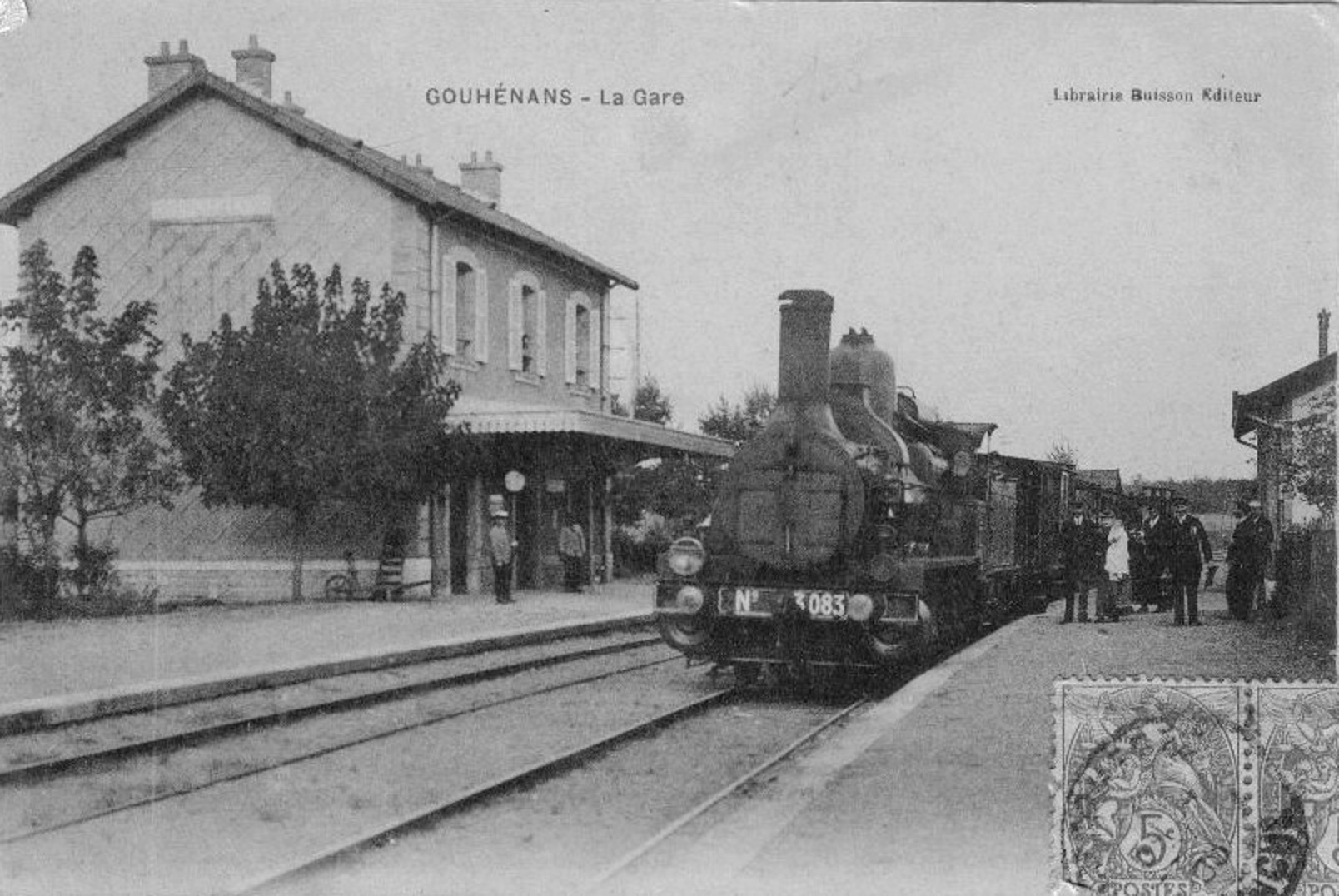
Locomotive 3083 en gare de Gouhenans

Les  031 PLM 3001 à 3140 sont des locomotives de la Compagnie des chemins de fer de Paris à Lyon et à la Méditerranée, destinées aux trains de marchandises.

## Genèse
Pour assurer un relèvement de la vitesse et de la charge de ces trains de marchandises la Compagnie des chemins de fer de Paris à Lyon et à la Méditerranée, à la différence des autres Compagnies qui se contentaient de transformer des modèles anciens, fit étudier un nouveau type de locomotive mais de disposition d'essieux peu usitée jusque-là.
La construction fut assurée par deux firmes autrichiennes pour un total de 140 locomotives : 
- 3001 à 3060, Wiener-Lokal-Fabrik à Floridsdorf de 1882 à 1883
- 3061 à 3140, Wiener Neustädter Lokomotivfabrik (en)de 1881 à 1883

## Description
Ces machines disposaient d'un moteur à simple expansion et deux cylindres et étaient équipées d'un foyer de type « Belpaire » doté d'une grande grille dû au fait du report des longerons à l'extérieur de l'essieu porteur arrière. Elles étaient munies de deux cylindres extérieurs et d'une distribution intérieure de type « à coulisses d'Allan ». Entre 1886 et 1898 les 3081 à 3140 furent dotées du frein Westinghouse, devenu obligatoire pour remorquer des trains de voyageurs, avec pour corollaire la pose des réservoirs d'air au-dessus du foyer modifiant ainsi leur silhouette.

## Utilisation et service
Ces locomotives furent utilisées en tête de trains lourds de marchandises, notamment sur l'artère impériale Paris - Lyon - Marseille mais aussi sur certains trains de voyageurs avec les 3001 à 3080 sur les lignes à profil facile. En 1910 il fut procédé sur la 3049 à l'essai d'une chaudière à tubes d'eau système Roberts, ce qui modifia profondément sa silhouette. Par la suite il fut monté sur les locomotives un abri complet avec des fenêtres.
Au sortir de la Première Guerre mondiale toute la série fut répartie entre les dépôts de Nîmes, Miramas, Le Teil et Marseille-Blancarde.
En 1924, elles furent immatriculées : 31 A 1 à 140 et en 1925 toute la série fut équipée du frein Westinghouse. 
Entre 1927 et 1940, 95 machines sont transformées par la Compagnie en locomotives-tender de type 040 et deviennent les : 4 DM 1 à 95 (futures : 5-040 TC 1 à 95 ). 
Les 59 locomotives non transformées en 1938 sont immatriculées par la SNCF : 5-031 A entre 6 et 136. Au sortir de la période de transformation quelques locomotives furent dotées d'un échappement de type « Nord » avec une cheminée rétrécie à la base et montée sur une embase carrée. Leur nombre était encore de 37 en 1941.

## Tenders
Les locomotives étaient accouplés à des tenders à 3 essieux contenant 12 m3 d'eau et 5 t de charbon immatriculés ?? à ?? puis 5-12 ? ?? à ??. Pour certains services il leur fut accouplé des tenders à 2 essieux contenant 8 m3 d'eau et ?? t de charbon immatriculés ?? à ?? puis 5-8 B ?? à ??. 
Quelques locomotives furent en fin de carrière accouplées à des tenders à ?? essieux contenant 16 m3 d'eau et ?? t de charbon immatriculés ?? à ?? puis 5-16 A ?? à ??.

## Caractéristiques
- Pression de la chaudière : 10 bar (1 MPa)
- Surface de grille : 2,29 m2
- Surface de chauffe : 155,6 m2
- Diamètre et course des cylindres : 540 × 650 mm
- Diamètre des roues motrices : 1 500 mm
- Diamètre des roues du bissel : 1 200 mm
- Poids à vide : 48,6 t
- Poids en ordre de marche : 54,5 t
- Poids adhérent : 44,2 t
- Longueur hors tout :10 326 m
- Masse du tender en ordre de marche : ?? t
- poids totale : ?? t
- Longueur totale :
- Vitesse maxi en service : 70 km/h